# Алфордсфілл (Індіана)
Алфордсфілл (англ. Alfordsville) — місто (англ. town) в США, в окрузі Дейвісс штату Індіана. Населення — 65 осіб (2020).

## Географія
Алфордсфілл розташований за координатами 38°33′37″ пн. ш. 86°56′55″ зх. д. / 38.56028° пн. ш. 86.94861° зх. д. (38.560270, -86.948600).  За даними Бюро перепису населення США в 2010 році місто мало площу 0,18 км², з яких 0,17 км² — суходіл та 0,00 км² — водойми.

## Демографія
Згідно з переписом 2010 року, у місті мешкала 101 особа в 37 домогосподарствах у складі 29 родин. Густота населення становила 572 особи/км².  Було 42 помешкання (238/км²).
Расовий склад населення:
| - 99,0 % — білих |

До двох чи більше рас належало 1,0 %. Частка іспаномовних становила 0,0 % від усіх жителів.
За віковим діапазоном населення розподілялося таким чином: 24,8 % — особи молодші 18 років, 61,3 % — особи у віці 18—64 років, 13,9 % — особи у віці 65 років та старші. Медіана віку мешканця становила 38,8 року. На 100 осіб жіночої статі у місті припадало 110,4 чоловіків;  на 100 жінок у віці від 18 років та старших — 100,0 чоловіків також старших 18 років.
Середній дохід на одне домашнє господарство  становив 41 473 долари США (медіана — 33 750), а середній дохід на одну сім'ю — 49 467 доларів (медіана — 38 750). За межею бідності перебувало 5,8 % осіб, у тому числі 0,0 % дітей у віці до 18 років та 11,5 % осіб у віці 65 років та старших.
Цивільне працевлаштоване населення становило 37 осіб. Основні галузі зайнятості: виробництво — 51,4 %, роздрібна торгівля — 35,1 %, оптова торгівля — 5,4 %, сільське господарство, лісництво, риболовля — 5,4 %.